# Opium for the Masses
Albums de Bad Moon Rising
Blood
(1993) Flames On the Moon
(1999)
Opium for the Masses est le troisième album studio du groupe de hard rock/heavy metal américain, Bad Moon Rising (rebaptisé pour l'occasion BMR). Il est sorti le 20 août 1995 sur le label CNR Music et a été produit par Noel Golden et le groupe.

## Historique
Cet album fut enregistré en 1995 dans les studios Rumbo Recorders de Canoga Park en Californie. Il sortira sous différentes versions suivant les pays. La version sortie en France est accompagné d'un disque bonus de quatre titres.
Malgré un effort de promotion, cet album n'entra pas dans les classements musicaux et le groupe se sépara en 1998.

## Liste des titres
- Tous les titres sont signés par Doug Aldrich, Ian Mayo, Jackie Ramos et Kal Swan.

### Version pour la France (CNR Music)[1]
| No  | Titre              | Durée |
| --- | ------------------ | ----- |
| 1.  | Belligerent Stance | 3:59  |
| 2.  | Monkey             | 3:22  |
| 3.  | Moonchild          | 4:20  |
| 4.  | Believe            | 3:50  |
| 5.  | Into the Pit       | 5:26  |
| 6.  | Godforsaken        | 4:12  |
| 7.  | Union              | 3:22  |
| 8.  | Holy War           | 3:27  |
| 9.  | Summer Rain        | 4:26  |
| 10. | T.B.O.M.D.         | 4:09  |

Ep bonus sortie française uniquement
| No | Titre          | Durée |
| -- | -------------- | ----- |
| 1. | Millwall Brick | 3:52  |
| 2. | River Runs Red | 4:43  |
| 3. | Free           | 3:55  |
| 4. | Underground    | 3:56  |

### Autres versions
| Version Pour l'Europe (Seagull International) 1. Belligerent Stance - 3:59 2. Monkey - 3:22 3. Moonchild - 4:20 4. Underground - 3:56 5. Into The Pit - 5:26 6. Godforsaken - 4:12 7. Union - 3:22 8. Holy War - 3:27 9. Rivers Run Red - 4:43 10. Crown Of Roses - 4:03 11. Summer Rain - 4:26 12. Believe - 3:50 13. T.B.O.M.D. - 4:09 | Version pour les USA (Avalanche Records) 1. Rivers Run Red - 4:43 2. Monkey - 3:22 3. Underground - 3:56 4. Moonchild - 4:20 5. Believe - 3:50 6. Into The Pit - 5:26 7. Crown Of Roses - 4:03 8. Godforsaken - 4:12 9. Summer Rain - 4:26 10. Free - 3:55 11. Union - 3:22 12. Belligerent Stance - 3:59 | Version Pour le Japon (Canyon International) 1. Belligerent Stance - 3:59 2. Monkey - 3:22 3. Moonchild - 4:20 4. Believe - 3:50 5. Into The Pit - 5:26 6. Godforsaken - 4:12 7. Free - 3:55 8. Holy War - 3:27 9. Summer Rain - 4:26 10. T.B.O.M.D. - 4:09 |

## Musiciens
- Kal Swan: chant
- Doug Aldrich: guitares
- Ian Mayo: basse, chœurs
- Jackie Ramos: batterie, percussions, chœurs